# 出羽ノ花好秀
出羽ノ花 好秀（でわのはな よしひで、1928年11月1日 - 2011年3月3日）は、青森県西津軽郡車力村（現、同県つがる市）出身で出羽海部屋に所属した大相撲力士。本名は小山内 清三（おさない せいぞう）。最高位は西前頭13枚目（1957年1月場所）。現役時代の体格は176cm、94kg。得意手は突っ張り、右四つ、寄り。

## 来歴・人物
1946年に上京して角界入りし、同年11月、出羽海部屋から初土俵を踏んだ。
当初は本名や「大櫻」を名乗っていたが、幕下時代、同部屋の先輩（出羽ノ花國市）に因んだ「出羽ノ花」の四股名を襲名。
最盛期でも25貫（93キロ強）という軽量であったため、出世は早くはなかった。
1952年1月場所で十両昇進、1954年1月場所で新入幕を果たす。
その後は幕内下位と十両を何度か往復していたが、1957年1月場所では、自己最高位となる西前頭13枚目まで番付を上げた。
しかし、場所前より脊椎分離症に罹り、同場所から2場所連続して全休。
結局、そのまま廃業し、角界を去った。
廃業後は一時、出羽海部屋に戻り、マネジャーを務めていた（以降は東京都内で、喫茶店などを経営した）。

## 主な成績・記録
- 通算成績：236勝204敗30休 勝率.536
- 幕内成績：63勝72敗30休 勝率.467
- 現役在位：34場所
- 幕内在位：11場所
- 各段優勝
  - 三段目優勝：1回（1948年10月場所）

### 場所別成績
| 1946年 （昭和21年） | x                        | x                        | x                  | （前相撲）             |
| 1947年 （昭和22年） | x                        | x                        | 東序ノ口2枚目 4–1  | 東序二段3枚目 3–3      |
| 1948年 （昭和23年） | x                        | x                        | 西三段目18枚目 5–1 | 東三段目3枚目 優勝 5–1 |
| 1949年 （昭和24年） | 東幕下12枚目 7–5         | x                        | 東幕下5枚目 7–8    | 西幕下6枚目 6–9        |
| 1950年 （昭和25年） | 西幕下12枚目 6–9         | x                        | 西幕下15枚目 7–8   | 西幕下18枚目 8–7       |
| 1951年 （昭和26年） | 東幕下16枚目 9–6         | x                        | 東幕下12枚目 8–7   | 東幕下8枚目 10–5       |
| 1952年 （昭和27年） | 西十両17枚目 5–10        | x                        | 西幕下7枚目 8–7    | 東幕下2枚目 7–8        |
| 1953年 （昭和28年） | 西幕下3枚目 10–5         | 東十両16枚目 11–4        | 東十両12枚目 11–4  | 西十両6枚目 10–5       |
| 1954年 （昭和29年） | 西前頭19枚目 8–7         | 東前頭18枚目 4–11        | 東十両4枚目 10–5   | 西前頭19枚目 7–8       |
| 1955年 （昭和30年） | 東前頭20枚目 4–11        | 西十両2枚目 6–9          | 西十両4枚目 10–5   | 東前頭20枚目 8–7       |
| 1956年 （昭和31年） | 東前頭18枚目 7–8         | 東前頭19枚目 7–8         | 東前頭20枚目 9–6   | 東前頭17枚目 9–6       |
| 1957年 （昭和32年） | 西前頭13枚目 休場 0–0–15 | 西前頭23枚目 引退 0–0–15 | x                  | x                      |
| 各欄の数字は、「勝ち-負け-休場」を示す。 優勝 引退 休場 十両 幕下 三賞：敢=敢闘賞、殊=殊勲賞、技=技能賞 その他：★=金星 番付階級：幕内 - 十両 - 幕下 - 三段目 - 序二段 - 序ノ口 幕内序列：横綱 - 大関 - 関脇 - 小結 - 前頭（「#数字」は各位内の序列） |                          |                          |                    |                        |

### 幕内対戦成績
| 東海     | 1 | 0 | 安念山 | 0 | 1 | 泉洋   | 3 | 1 | 岩風           | 0 | 1 |  |  |  |
| 大瀬川   | 0 | 3 | 大ノ浦 | 1 | 0 | 大昇   | 3 | 2 | 大蛇潟         | 1 | 2 |  |  |  |
| 甲斐ノ山 | 2 | 1 | 神生山 | 0 | 1 | 神錦   | 4 | 3 | 起雲山         | 0 | 2 |  |  |  |
| 北ノ洋   | 1 | 0 | 清恵波 | 5 | 1 | 鬼竜川 | 1 | 1 | 九州錦         | 1 | 0 |  |  |  |
| 国登     | 1 | 1 | 櫻國   | 1 | 2 | 潮錦   | 3 | 0 | 嶋錦           | 2 | 3 |  |  |  |
| 大天龍   | 1 | 1 | 楯甲   | 1 | 2 | 鶴ヶ嶺 | 0 | 2 | 輝昇           | 0 | 1 |  |  |  |
| 時錦     | 0 | 3 | 七ッ海 | 1 | 1 | 白龍山 | 5 | 0 | 緋縅           | 2 | 2 |  |  |  |
| 備州山   | 1 | 2 | 平鹿川 | 1 | 3 | 広瀬川 | 1 | 4 | 福ノ海         | 0 | 1 |  |  |  |
| 福ノ里   | 0 | 2 | 二瀬山 | 3 | 1 | 星甲   | 0 | 4 | 前ノ山(佐田岬) | 1 | 0 |  |  |  |
| 三根山   | 0 | 1 | 宮錦   | 1 | 3 | 吉田川 | 0 | 1 | 芳野嶺         | 2 | 1 |  |  |  |
| 若瀬川   | 2 | 1 | 若羽黒 | 1 | 0 | 若葉山 | 1 | 1 | 若前田         | 1 | 1 |  |  |  |

## 改名歴
- 小山内 清三（おさない せいぞう、1947年6月場所-1948年10月場所）
- 大櫻（おおざくら、1949年1月場所-1950年5月場所）
- 出羽ノ花 好秀（でわのはな よしひで、1950年9月場所-1957年3月場所）